# 에티엔 모리스 팔코네

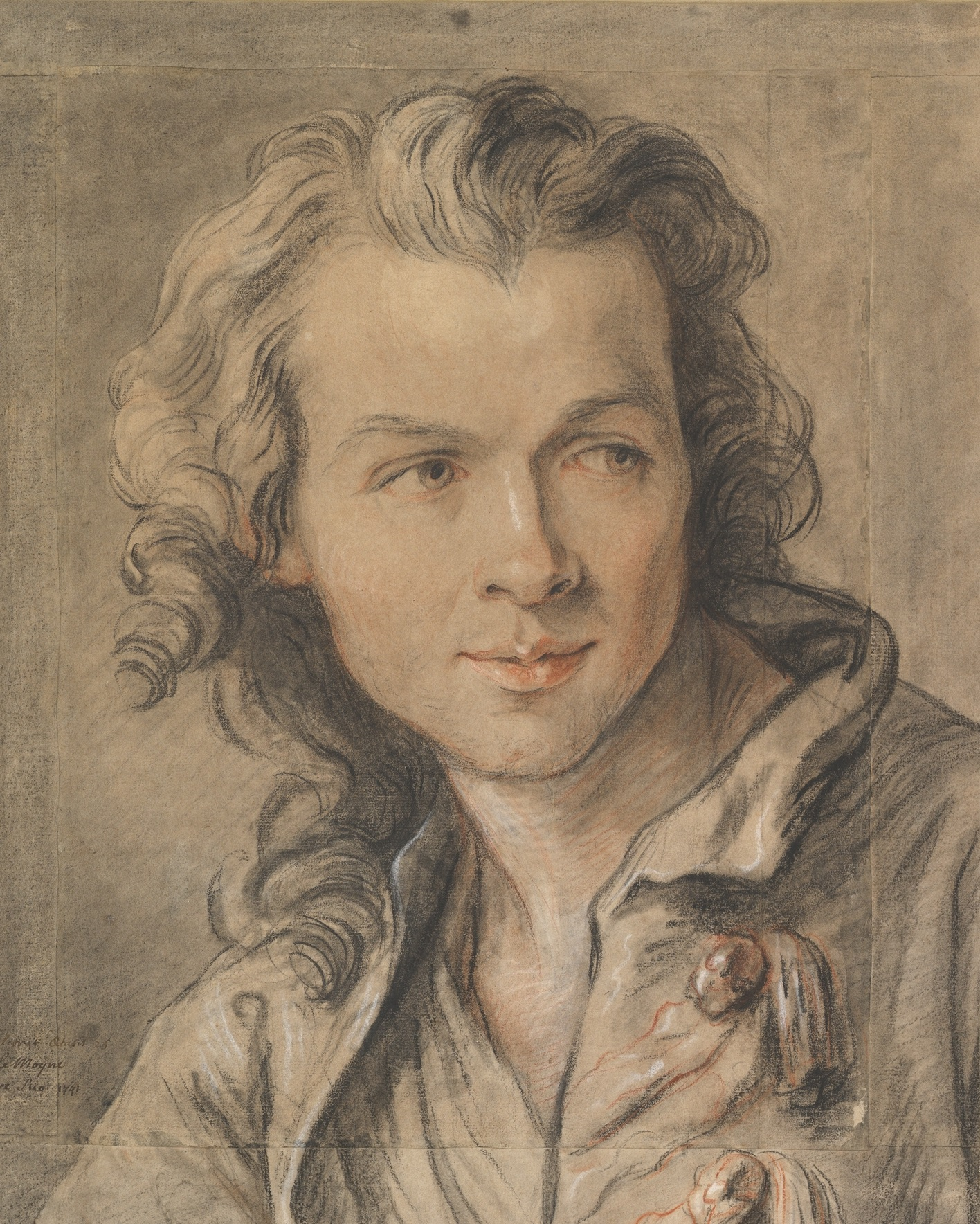

에티엔 모리스 팔코네(Étienne Maurice Falconet, 1716년 12월 1일 ~ 1791년 1월 24일)는 프랑스의 바로크, 로코코, 신고전주의 조각가이다. 러시아의 표트르 1세상, 청동기마상을 조각했다.
프랑스 파리의 가난한 가정에서 태어났다. 예술에 관한 각종 저술을 남겼으며, 이는 《백과전서》의 집필에 활용되었다.